# Parasemia alba-matronalis
Parasemia alba-matronalis är en fjärilsart som beskrevs av Tutt 1897. Parasemia alba-matronalis ingår i släktet Parasemia och familjen björnspinnare. Inga underarter finns listade i Catalogue of Life.